# شجاع نظام مرندی

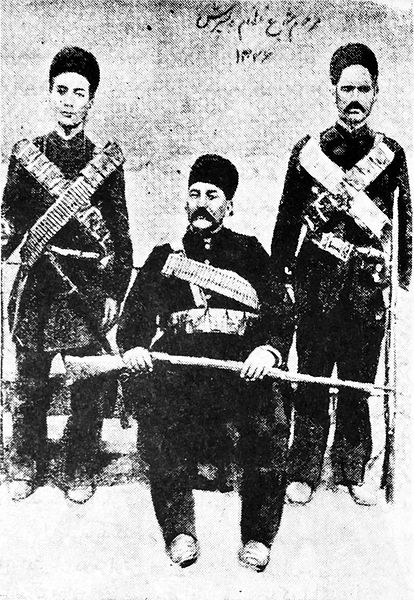
شجاع نظام با دو پسر خود موسی‌الرضا و شجاع لشکر

شکرالله خان شجاع نظام مرندی حاکم مرند بود. در جریان جنبش مشروطه ایران از مخالفان سرسخت مشروطه بود. در محاصره تبریز و جنگ با تبریزیان شرکت مؤثر داشت. با بمبی که حیدرخان عمواوغلی برایش فرستاد، همراه پسرش «شجاع لشکر» در ۲۸ اکتبر ۱۹۰۸ (میلادی) کشته شد.